# Nétochka Nezvánova
Nétochka Nezvánova o Niétochka Nezvánova (Неточка Незванова) es una obra escrita por el escritor Fiódor Dostoyevski que se publicó en 1849. La novela está escrita en primera persona por su personaje principal, Niétochka Nezvánova. Esta obra fue fuertemente criticada en su época por el crítico literario Visarión Belinski (corrección: esto es falso ya que Belinski murió en 1848 y no pudo haber leído nunca esta obra), quien alabó su primera novela Pobres gentes y que fue uno de los más críticos con sus tres siguientes obras, afirmando de la siguiente forma: “Yo, el primer crítico de Rusia, me he portado como un burro, qué jugarreta nos gasta a los hombres la falta de perspectiva”.[cita requerida]
Esta obra serviría de preludio para su detención en 1849 en Omsk, Siberia.

## Estructura
La obra nos refiere la niñez (en un primer momento) de Niétoschka, con un padre violinista que anda en estado de embriaguez constante, y una madre que pierde su dote casándose con su marido y que muere en la más terrible miseria. A pesar de la actitud de su padre, Niétoschka lo quiere y lo va a recordar durante el resto de su historia que continúa tras la muerte de sus dos padres y la adopción en la casa del príncipe y de la tutoría de Alejandra Mijáilovna. Con esta última terminará su relato al descubrir una carta que causará problemas con su marido Piotr Aleksándrovich.

### Capítulo I al III
Empieza con una descripción de su vida con Efímov (que resultará ser su padrastro como años más tarde comprobaría), y a quien trata con aprecio. Asimismo narra los acontecimientos más relevantes de la vida de su padrastro al que llamará padre, y que desde luego tienen que ver con un gusto por el violín, la amistad con un violinista italiano quien le enseña a tocar y a su muerte le dejará como herencia su instrumento. En estos años conoce a su amigo violinista B… a quien considerará en momentos en que necesita de su ayuda, pero que con el transcurso de la historia verá en él un hombre que no parece tener “talento”. Este desprecio por los otros violinistas y lo testarudo de su posición, harán que abandone múltiples trabajos y que pierda muchas oportunidades aun cuando se demostrará al final del capítulo que no tiene un gran talento como él solía decir.
Su amigo, el violinista B…, trata de persuadirlo para que no desperdicie su vida entre el alcohol y la vagancia, pero Efímov no accede de buena forma y llega a distanciarse de su amigo por considerarlo enemigo. Niétoschka observa atentamente que siente una pasión por su padre que la lleva a darle incluso el dinero que le da su madre para la comida, y que él posteriormente usaría en conseguir alcohol. También se representa en estos capítulos que, a pesar de la extrema pobreza en que vivían tras perder los 1.200 rublos de la dote de su madre, Niétoschka asume una posición más pasiva y de nobleza con su padre a quien admira.
El capítulo termina con la muerte de los dos padres de Niétoschka una noche que hija y padre iban a escapar y dejar a su madre. La madre de Niétoschka muere durmiendo debido al estress de los acontecimientos sucedidos esa noche mientras que el padre, tras abandonar a Nietoschka, sale de la ciudad y es detenido mientras tiene un acceso de locura. Es conducido a un hospital en el que muere a los pocos días. Finalmente, Niétoschka cae al frente del hotel del príncipe X… cuando devolviéndose de la huida con su padre para ver cómo se encontraba su madre, es presa de un ataque de nervios (que se harán constantes), al ver que Efímov se marchaba dejándola sola, y que marcarán el inicio de una nueva vida al lado del príncipe que la adoptara como a su propia hija.

### Capítulos IV y V
Aquí se narra cómo Niétoschka, reponiéndose del ataque que había sufrido, se encuentra frente a una nueva vida, en una casa que representa la aristocracia de San Petersburgo y que de ahora en adelante sería como su propia casa. Narra las relaciones de amistad con el príncipe y la tía de este último -quien no era muy agradable a los ojos de Niétoschka- y las aventuras que vivirá con Catalina, la hija del príncipe X… 
Para Niétoschka conocer a Catalina ha de ser de gran importancia, ya que tras dos ataques de nervios encontrará en esta última un rostro que se preocupa por ella y que representaría, mientras está enferma, una amistad. Mas cuando ya se repone empiezan los roces con Catalina, quien es de un temperamento fuerte y alegre, contrastado con el de Niétoschka que es más taciturno y triste. Pronto empiezan los problemas ya que Niétoschka suele llorar y, la señora Léotard, su maestra de francés, observa durante sus clases cómo esta es una joven que aprende aún más rápido que Catalina, la cual acaba de llegar de la casa de la abuela en Moscú. 
El príncipe y su hija Catalina han de trasladarse a Moscú porque su hijo Sasha se haya enfermo y necesita compañía. Así, los juegos con Catalina se ven terminados y, a pesar de prometerle el príncipe a Niétoschka que no será por largo tiempo, pasarán ocho años antes de que Niétoschka vuelva a verlos. Pero el príncipe no dejará a Niétoschka sola, sino que se la recomienda a su hija mayor, Alejandra Mijáilovna, quien será como una madre para ella y la principal promotora de su educación.

### Capítulos VI y VII
Los dos últimos capítulos de la novela narran la vida de Niétoschka con su nueva receptora Alejandra Mijáilovna. La protagonista la describe como una mujer de veintidós años, casada con un hombre que la trata con indiferencia y cuyo principal pasatiempo es la lectura. Precisamente este pasatiempo hará que Niétoschka lea incansablemente con ayuda de Alejandra, quien apoyará su educación antes de que caiga enferma.
Niétoschka cierto día se da cuenta de que tiene talento para el canto al entonar una canción acompañada por el piano de Alejandra. Inmediatamente Alejandra decide inscribirla en un curso de voz con el señor B…, antiguo amigo de Efímov, quien encontrará en ella una persona que le recuerda a su amigo. Así, transcurren los días hasta que Niétoschka descubre una llave de la biblioteca personal de Piotr Aleksándrovich, aprovechándose de esta situación para sacar libros que no había leído con Alejandra quien, ya enferma, no puede ayudarla igual que antes. Niétoschka ya tiene dieciséis años cuando encuentra una antigua carta que cambiará para siempre su rumbo. Está firmada con las iniciales S.O. y aparentemente dirigida a Alejandra. En ella percibe signos de lágrimas y se da cuenta de que por los dobleces que tiene ya había sido leída varias veces antes. Cierto día decide regresar a la biblioteca a hojear algunos libros, esto porque Alejandra se da cuenta de que ha abandonado la educación de Niétoschka y se siente en la obligación de seguir leyendo con ella. En estos momentos Niétoschka accede de nuevo a la biblioteca con la llave que había robado al asesor de Piotr Aleksándrovich y vuelve a releer la carta, Piotr Aleksándrovich la descubre y le arrebata la misma. La escena siguiente transcurre con una discusión acalorada entre Niétoschka y Piotr Aleksándrovich, quien sin importar el estado de su esposa exige una explicación. Alejandra sufre otro ataque de nervios y se halla dispuesta a hablar con su marido. Niétoschka, a pesar de querer evitar esta discusión no logra nada y es retirada del cuarto de Alejandra. La novela termina cuando Ovroff -el asistente de Piotr Aleksándrovich- pide hablar con Niétoschka y parece que va a referirle lo de la llave extraviada de su mesa que corresponde a la biblioteca.

## Análisis
La historia ya empieza a dibujar algo de lo traumático de los personajes de Dostoyevski, y aunque el final pueda resultar inconcluso, narra con fuerza en modo de primera persona la miseria de la clase baja de Rusia, y la poca disponibilidad de la educación para aquellos que no poseían los recursos necesarios. Asimismo, retrata cómo el amor de un hijo puede ser vínculo que revitalice un cambio, o un arma de doble filo que precipite obras no tan corrientes.